# Prowincja (album)
Prowincja – druga płyta zespołu Akurat wydana 1 października 2003. Wydana własnym sumptem, mimo braku promocji rozeszła się w nakładzie zbliżonym do 5000 egzemplarzy. 22 maja 2006 roku ukazała się reedycja albumu.

## Spis utworów
| Nr  | Tytuł utworu            | Długość |
| --- | ----------------------- | ------- |
| 1.  | „Scena po scenie”       | 4:16    |
| 2.  | „Wiej-ska”              | 4:20    |
| 3.  | „Jestem tym”            | 4:42    |
| 4.  | „Roman i Julia”         | 4:44    |
| 5.  | „Piekarnik”             | 3:28    |
| 6.  | „Balet”                 | 3:20    |
| 7.  | „Ślepe losy”            | 5:08    |
| 8.  | „Oni mówią mi”          | 2:07    |
| 9.  | „Wielki plan”           | 2:55    |
| 10. | „Bajka o Księżycu”      | 4:16    |
| 11. | „Wolny 2003”            | 5:35    |
| 12. | „Do prostego człowieka” | 3:58    |
| 13. | „Kapitał”               | 2:45    |
|     |                         | 51:34   |